# Union sportive perpignanaise
Ne doit pas être confondu avec Association sportive perpignanaise ou Union sportive arlequins perpignanais.
L'Union sportive perpignanaise était un club français de rugby à XV fondé le 7 mai 1919, et basé à Perpignan dans les Pyrénées-Orientales.
Le club est double champion de France 1921 et 1925.

## Historique

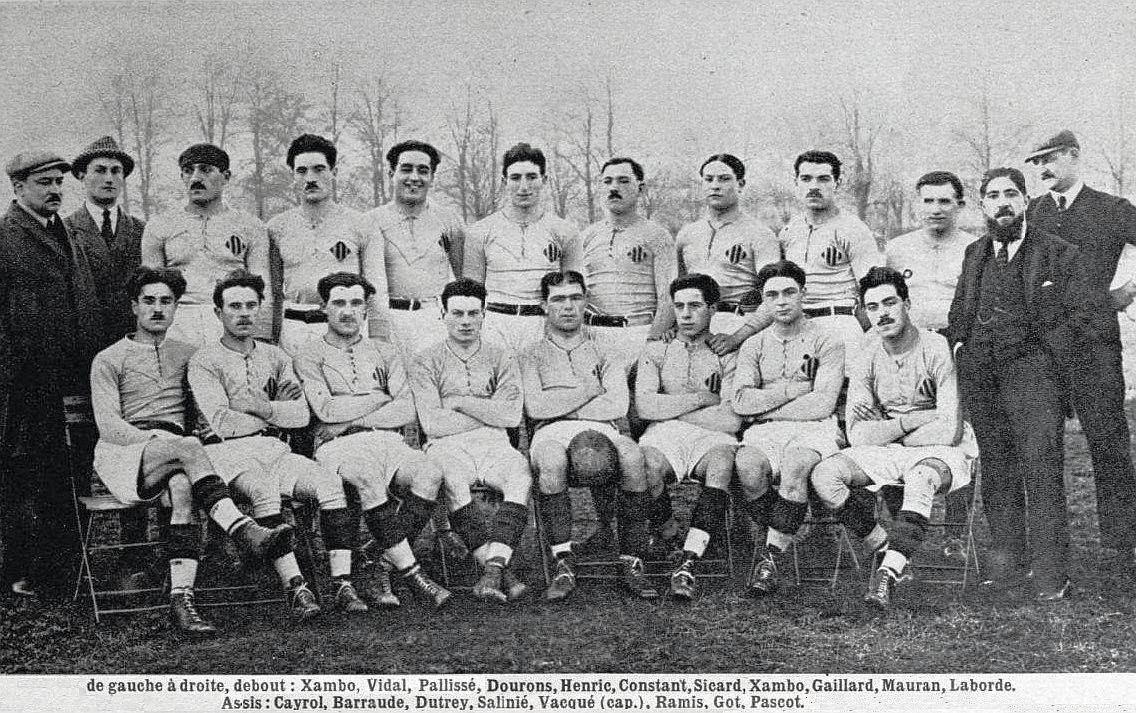
L'USP en mars 1921.

L'Union sportive perpignanaise est issu de la fusion entre l'Association sportive perpignanaise (ASP) et le Stade olympique Perpignan (SOP). En l'honneur des joueurs du club tombés pendant la guerre et en hommage aux soldats, l'USP adopte le maillot «bleu horizon» (la couleur des uniformes et adopte le maillot ciel), sur un short blanc et des bas sang et or.

### Champion de France 1921
En 1921, l'US Perpignan est sacré champion de France. Ce premier titre pour le club fraîchement créé est remporté 5 à 0 face au Stade toulousain à Béziers.
En mai 1921, en sa qualité de championnat de France en titre, Perpignan participe à la coupe du Petit-Journal, en jouant un match contre l'équipe de France. Perpignan s’incline 14 à 8.

### Champion de France 1925

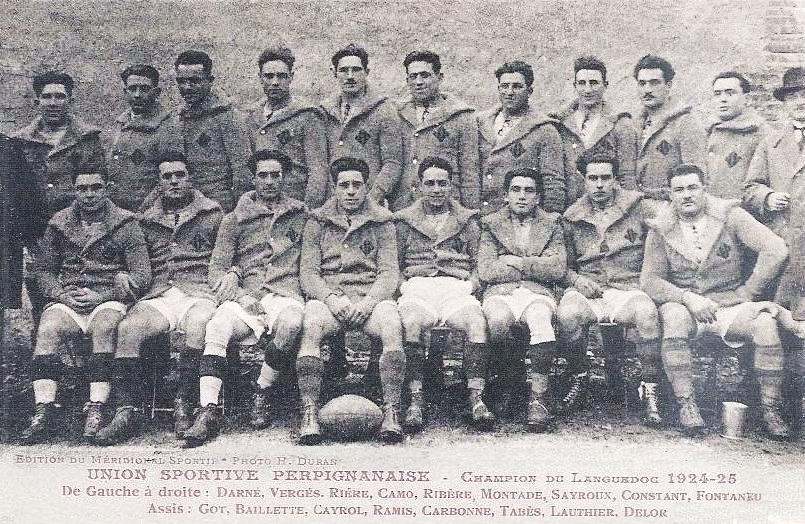
L'USP lors de la saison 1924-1925, champion du Languedoc.

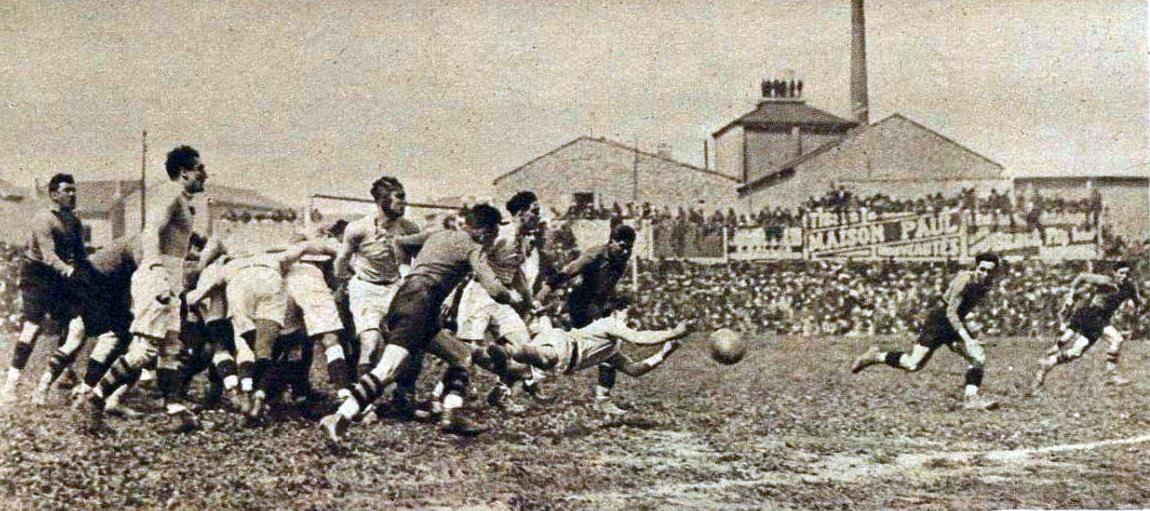
Une sortie de mêlée de demi perpignanais Carbonne lors de la finale 1925.

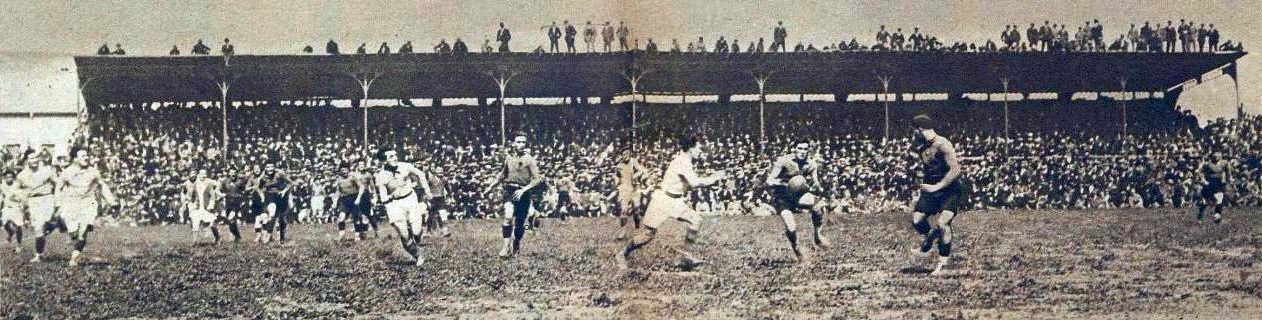
Une attaque à la main des Carcassonnais lors de la finale 1925.

Entre 1924 et 1926, l’USP dispute trois finales consécutives. Après une défaite (3 à 0) face au Stade toulousain, elle gagne celle de 1925 contre l’AS Carcassonne (5 à 0) mais perd la dernière une nouvelle fois face au Stade toulousain (11 à 0).
À la fin de cette saison, à la suite d'un désaccord avec ses dirigeants, l'entraineur, Gilbert Brutus, part pour Quillan, entraînant avec lui sept joueurs du club.
Ainsi dépouillés de leurs meilleurs joueurs, les deux clubs perpignanais vont végéter dans un championnat où les clubs les plus riches se servent chez les autres ce qui entraîne, au début des années trente, la sécession entre l'Union française de rugby amateur (UFRA) et la Fédération française de rugby (FFR). Alors que l'USP choisi de suivre les autres clubs dissidents et de disputer le championnat UFRA, les Quins choisissent de rester dans le giron de la FFR.
Parmi les autres clubs existants à Perpignan, les Arlequins club perpignanais (ou Quins en catalan) se hissent jusqu'à l'élite du rugby français en 1925. Leur nom provient du fait que le club était très pauvre au départ et que les joueurs, propriétaires de leur maillot, ne pouvaient le remplacer lorsqu'il était déchiré (ce qui arrivait fréquemment au rugby). Les réparations étaient alors effectuées avec des morceaux de tissu qui n'étaient pas toujours de la couleur souhaitée, d'où leurs ressemblance avec le costume d'Arlequin. Ambitieux, ils proposèrent à l’USP des derbys féroces. Ce club fut, lui aussi, pillé par le chapelier de Quillan (Jean Bourrel) puisque quatre joueurs partirent jouer à Quillan.
En 1927 il devient vice-champion de France de deuxième division.

### Fusion avec l'Arlequins club perpignanais 1933

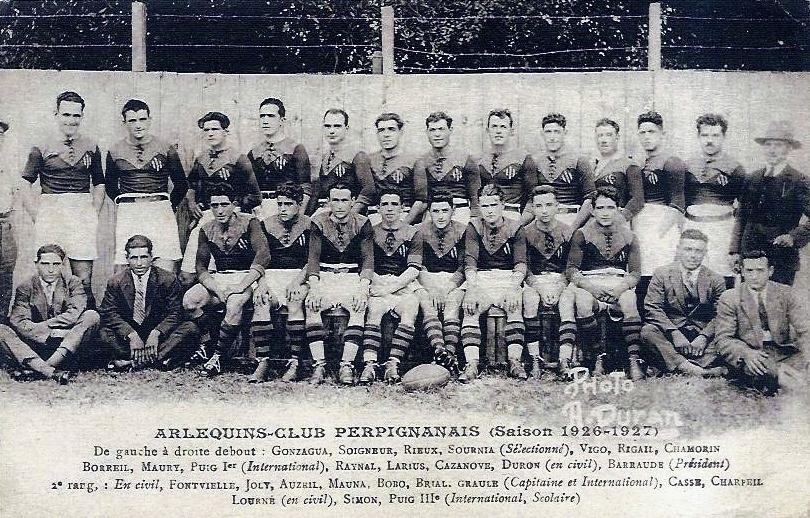
L'Arlequin club perpignanais lors de la saison 1926-1927.

Le 5 mai 1933, l'USP et l'Arlequins club perpignanais fusionnent et créent l'Union sportive arlequins perpignanais (USAP). En l'honneur des joueurs du club tombés pendant la guerre et en hommage aux soldats, l'USP adopte le maillot «bleu horizon» (la couleur des uniformes et adopte le maillot ciel), sur un short blanc et des bas sang et or.
Il a pour président le docteur Pierre Nicolau (ancien président de l'USP) et son adjoint est Joseph Bazia (ancien président des Quins).
Ardent fusioniste en 1909 (lors de la fusion entre l'ASP et le Perpignan sportif) et en 1919 (entre l'ASP et le SOP), Marcel Laborde est cette fois écarté de la nouvelle direction. Il décide de recréer l'Association sportive perpignanaise (ASP) en juin 1934. Il est alors contacté par Jean Galia qui, venant d'être radié par la FFR pour non-respect des règles de l'amateurisme, s'est rapproché des Anglais de la Rugby Football League. Ils vont alors créer, le 24 août 1934, un club de rugby à XIII : le XIII catalan. Ce nouveau club recrute bon nombre de joueurs de l'USAP (Camille Montade, François Noguères...) ainsi que l'emblématique Roger Ramis pour devenir le premier entraîneur des treizistes. La rivalité XIII/XV à Perpignan vient de commencer.

## Personnalités du club

### Les présidents
| Saisons   | Président          | Titre(s)                |
| --------- | ------------------ | ----------------------- |
| 1919-1921 | Jules Chevalier    | Champion de France 1921 |
| 1921-1922 | Dr Pierre Nicolau  |                         |
| 1922-1924 | Jean Payra         |                         |
| 1924-1927 | Jules Chevalier    | Champion de France 1925 |
| 1927-1929 | Jean Bataille      |                         |
| 1929-1930 | Joseph Sauvy       |                         |
| 1930-1932 | Jules Chevalier    |                         |
| 1932-1933 | Camille Mitjaville |                         |

### Les entraîneurs
| Saisons   | Entraîneur                      | Adjoint(s) | Titre(s)                |
| --------- | ------------------------------- | ---------- | ----------------------- |
| 1919-1920 | Albert Bausil                   |            |                         |
| 1920-1922 | Gaston Lacourt                  |            | Champion de France 1921 |
| 1922-1925 | Gilbert Brutus                  |            | Champion de France 1925 |
| 1925-1926 | Charles Rosas                   |            |                         |
| 1926-1927 | Charles Rosas et Fernand Vaquer |            |                         |
| 1927-1928 | Thomas Potter                   |            |                         |
| 1928-1930 | Fernand Vaquer                  |            |                         |
| 1930-1931 | Marcel Henric                   |            |                         |
| 1931-1932 | Fernand Vaquer                  |            |                         |
| 1932-1933 | Marcel Henric                   |            |                         |

### Joueurs emblématiques
- Fernand Vaquer
- Aimé Giral
- Joseph Pascot
- Marcel Baillette
- Roger Ramis

## Palmarès

### Détail du palmarès
- Championnat de France de première division
  - Champion (2) : 1921 et 1925
  - Vice-champion (2) : 1924 et 1926
- Coupe du « Petit-Journal »
  - Vice-champion (1) : 1921

- Coupe du Mérite
  - Vainqueur (1) : 1925
- Championnat du Languedoc
  - Champion (1) : 1920
- Championnat de France Équipe 2
  - Champion (2) : 1921 et 1930
- Championnat de France Équipe 3
  - Champion (1) : 1920
  - Vice-champion (2) : 1922 et 1925

### Finales du club
| Date de la finale | Vainqueur        | Score  | Finaliste        | Lieu de la finale                      | Spectateurs |
| ----------------- | ---------------- | ------ | ---------------- | -------------------------------------- | ----------- |
| 17 avril 1921     | US Perpignan     | 5 - 0  | Stade toulousain | Parc des Sports de Sauclières, Béziers | 20 000      |
| 27 avril 1924     | Stade toulousain | 3 - 0  | US Perpignan     | Parc Lescure, Bordeaux                 | 20 000      |
| 3 mai 1925        | US Perpignan     | 5 - 0  | AS Carcassonne   | Maraussan, Narbonne                    | 20 000      |
| 2 mai 1926        | Stade toulousain | 11 - 0 | US Perpignan     | Parc Lescure, Bordeaux                 | 25 000      |